# 卡龙镇
卡龙镇，是中华人民共和国四川省阿坝藏族羌族自治州黑水县下辖的一个乡镇级行政单位。

## 行政区划
卡龙镇下辖以下地区：
卡龙镇社区、才盖村、达安村、俄寨村和色湾村。